# Olimp Viktor Ponedelnik
L'Olimp Viktor Ponedelnik (en russe : Олимп имени Виктора Понедельника), est un stade de football situé à Rostov-sur-le-Don, en Russie. Il a notamment abrité le club du FK Rostov de son ouverture en 1930 jusqu'à l'année 2018 qui le voit emménager dans la nouvelle Rostov Arena. Le stade abrite également le SKA Rostov entre 1958 et 1970. Sa capacité est de 15 840 places.

## Histoire

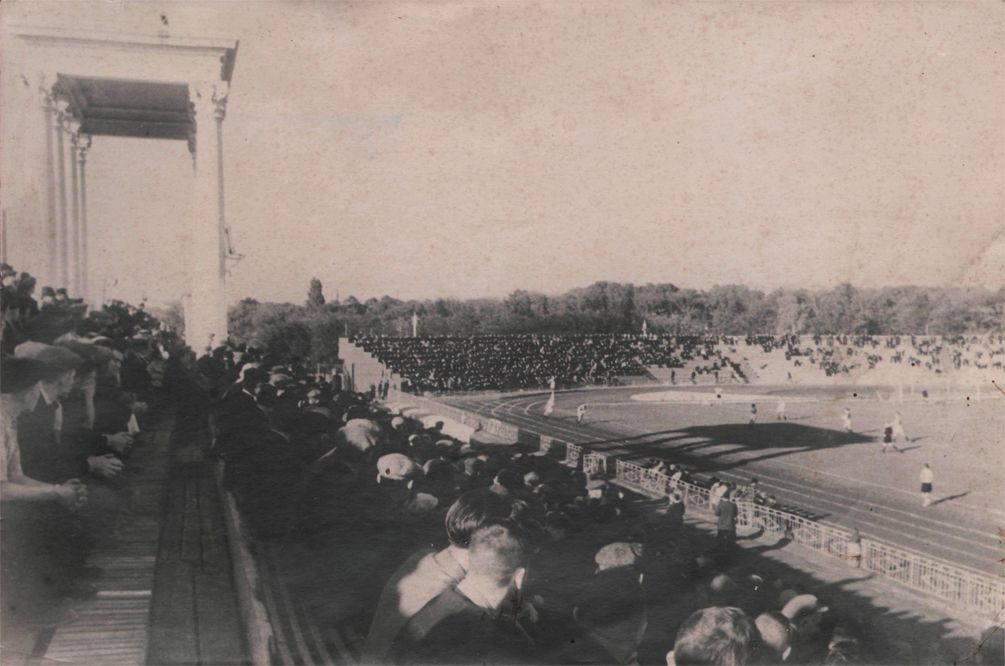
Photo du stade avant la Seconde Guerre mondiale.

Le stade est ouvert en 1930 sous le nom de Stade de l'usine Rostselmach (en russe : Стадион завода «Ростсельмаш»), en référence à la société d'équipement agricole du même nom (en) fondée dans la ville un an plus tôt. En 1996, le nom est raccourci à Stade Rostselmach. Le stade est ensuite renommé Olimp-21 vek (Olympe-21e siècle) entre 2002 et 2006 avant d'adopter le nom Olimp-2 en 2007. Le 19 février 2021, le gouverneur de l'oblast de Rostov annonce un nouveau changement de nom, le stade étant renommé en l'honneur de Viktor Ponedelnik, mort le 5 décembre 2020, pour devenir l'Olimp Viktor Ponedelnik.
La capacité maximale du stade s'élève à près de 32 000 places dans les années 1950 après la construction d'une deuxième tribune, en faisant alors le neuvième plus grand stade d'Union soviétique, mais plusieurs rénovations dans les années 2000 amènent à la démolition de la tribune et la réduction de moitié de la capacité du stade.
Le stade accueille notamment la finale de la Coupe de Russie 2009-2010 opposant le Zénith Saint-Pétersbourg au Sibir Novossibirsk (1-0).